# Cinemaissí
Cinemaissí es un festival de cine latinoamericano y caribeño, que se celebra en Helsinki, Finlandia, cada mes de octubre.
Su primera edición se llevó a cabo en 2005. Desde 2008 parelelamente al festival de cine se realiza un programa de cine y actividades infantiles, Cinemaissíto. Todo está organizado por Cinemaissí ry, una asociación sin fines de lucro.
En el año 2011 Cinemaissí exhibió 41 películas (ficciones, documentales, largos y cortometrajes) provenientes de 14 países, e invitó a tres cineastas de Chile, Venezuela y Colombia. El festival atrajo a aproximadamente 3200 espectadores.